# Homie the Clown
«Homie the Clown» (рус. Гомер — клоун) — пятнадцатый эпизод шестого сезона мультсериала «Симпсоны».

## Сюжет
Клоун Красти накапливает огромные долги из-за азартных игр и экстравагантной личной жизни, что не нравится спрингфилдской мафии, которой он должен деньги. Чтобы заработать их, Красти открывает колледж для клоунов, в котором он преподаёт. Гомер видит рекламное объявление о колледже и сначала говорит, что это не подействовало на него, но потом становится одержимым от идеи учиться в колледже, в конце концов он объявил своей семье, что он собирается поступать туда. Получив диплом, он изображает Красти в частных и общественных мероприятиях, которые настоящий Красти считает недостойными для его личного присутствия.
Стресс от имитирования Красти заставляет Гомера перестать заменять Красти. Тем не менее, он обнаруживает, что он получает всевозможные выгоды от авторитетных лиц и предприятий, потому что они принимают его за Красти из-за их сходства. Олицетворение заходит слишком далеко, когда Гомера похищает мафия, которая по ошибке приняла его за настоящего клоуна. Гомер пробует выдавать себя за другого человека, чтобы спастись, но не может вспомнить никого, кто ни в чём не провинился перед мафией. Босс мафии Дон Витторио Ди Маджо говорит Гомеру, он убьет его, если он не сделает его любимый трюк Красти — петлю на крошечном велосипеде. Он пытается показать номер, но он не удаётся и Гомеру грозит смерть. Однако настоящий Красти прибывает и путает Дона, который заставляет их сделать трюк вместе. Фокус удаётся и их жизнь пощадили, а Красти отдаёт свой долг перед мафией — в общей сложности 48 долларов.

## Культурные отсылки
- Название эпизода является отсылкой к персонажу Клоун Гоми из скетч-шоу «В живом цвете».
- Красти закуривает сигарету, поджигая комикс Action Comics # 1, в котором было первое появление Супермена.
- Сцена, в которой Гомер формирует своё картофельное пюре в форме палатки цирка, — пародия на персонажа Ричарда Дрейфуса из фильма «Близкие контакты третьей степени», который формировал свой картофель в форме Девилз-Тауэр.
- Сцена Красти у хирурга — отсылка к фильму Бэтмен.
- Эпизод содержит несколько отсылок на фильмы, связанные с организованной преступностью, например, игра на бокалах во время велосипедного трюка Гомера и Красти основана на теме «Speak Softly Love» из фильма «Крёстный отец».
- Сцена, в которой во Фландерса стреляют и пуля попадает в Библию — отсылка к фильму «Три мушкетёра».
- Малоугловой выстрел Жирного Тони, сидящего в кресле — отсылка к аналогичному выстрелу персонажа Сидни Гринстрита из фильма «Мальтийский сокол».
- Дон Витторио основан на актёрах Уильяме Хики и Доне Амичи.

## Отношение критиков и публики
В своём первоначальном американском вещании эпизод стал 59-м, с 7,9 миллионами по рейтингу Нильсена. Это был пятый самый высокий рейтинг шоу на сети Fox за ту неделю.
Майк Брантли из Press-Register назвал эпизод 48-м из лучших эпизодов «Симпсонов». Авторы книги «I Can’t Believe It’s a Bigger and Better Updated Unofficial Simpsons Guide» Уэрэн Мартин и Адриан Вуд написали: «Эпизод отличается сценами попыток Гомера подражать трюку Красти с крошечным велосипедом.» Гид DVD Verdict Райан Кифер написал в обзоре шестого сезона: «В конце, появляется один из самых забавных трюков.» и поставил A. Гид DVD Movie Колин Якобсон написал в обзоре шестого сезона: «Это воистину потрясающий эпизод. Хороши были отсылка к „Близким контактам третьей степени“ и трюк Гомера и Красти. Это настоящий победитель.»